# Zaho
Zaho, nacida Zahera Bar Abid el 10 de mayo de 1980, es una cantante de R&B argelina que reside en Canadá, conocida principalmente por la canción C'est chelou. También ha cantado singles con los raperos Soprano y Tunisiano.

## Biografía
Zaho nació en el barrio de Bab Ezzouar en Argel (Argelia) donde vivió hasta los 18 años. Aprendió guitarra a los 7 años de edad siendo capaz de interpretar el repertorio de Francis Cabrel a los 10 años.
En 1999 emigra a Quebec (Canadá), con su familia. Lugar donde descubre el mundo de la música profesional con los productores y sus estudios. Zaho deja de lado sus estudios para dedicarse por completo a la música

## Discografía

### Álbumes de estudio
| Año  | Título | Posiciones |
| Año  | Título | FRA        |
| ---- | --- | ---------- |
| 2008 | Dima - Primer álbum de estudio - Lanzamiento: 17 de marzo de 2008 - Formatos: CD, descarga digital          | 11         |
| 2008 | Dima - Edition Speciale - Edición especial de primer álbum de estudio - Lanzamiento: 1 de diciembre de 2008 |            |

### Mixtapes
- Zaho : La mixtape (2007)

### Sencillos
- Hey papi (con Soprano) (2006)
- C'est chelou (2007)
- La roue tourne (con Tunisiano) (2008)
- Kif'n'dir (2008)
- Je te promets (2009)

### En compañía
- 2005 : Basta de La Fouine, en Bourré au son
- 2006 : Halili de Cheb Mami, en Layali
- 2009 : Un point c tout de Sefyu, en Qui suis-je ? (con Mina y Sana)
- 2007 : Lune de miel de Don Choa, en Jungle de béton
- 2009 : Tout ce temps d'Idir, en La France des couleurs
- 2009 : La France des couleurs d'Idir, en La France des couleurs
- 2008 : Citoyen du monde de Tunisiano, en Le Regard des gens
- 2009 : Je m'écris de Kery James, en À l'ombre du show business (con Grand Corps Malade)
- 2009 : Quand ils vont partir de Kamelancien, en Le Frisson de la vérité
- 2009 : Quand ils vont partir (Remix) de Kamelancien, en Le 2eme Frisson de la vérité
- 2010 : Hold My Hand de Sean Paul, en Imperial Blaze
- 2010 : Heartless (Promesses) de Justin Nozuka en